# Leichtathletik-Halleneuropameisterschaften 1984
Die 15. Leichtathletik-Halleneuropameisterschaften fanden am 3. und 4. März 1984 zum zweiten Mal im schwedischen Göteborg statt. Austragungsort war das Scandinavium.

## Ergebnisse Männer

### 60 m
| Platz | Athlet                  | Land | Zeit (s) |
| ----- | ----------------------- | ---- | -------- |
| 1     | Christian Haas          | FRG  | 6,68     |
| 2     | Antonio Ullo            | ITA  | 6,68     |
| 3     | Ronald Desruelles       | BEL  | 6,69     |
| 4     | Antoine Richard         | FRA  | 6,70     |
| 5     | José Javier Arqués      | ESP  | 6,72     |
| 6     | Bruno Marie-Rose        | FRA  | 6,73     |
| 7     | Jean-Jacques Boussemart | FRA  | 6,73     |
| 8     | Josef Lomický           | TCH  | 6,77     |

Finale am 3. März

### 200 m
| Platz | Athlet             | Land | Zeit (s) |
| ----- | ------------------ | ---- | -------- |
| 1     | Alexandr Jewgenjew | URS  | 20,98    |
| 2     | Ade Mafe           | GBR  | 21,34    |
| 3     | Giovanni Bongiorni | ITA  | 21,48    |
| 4     | Roland Jokl        | AUT  | 21,78    |

Finale am 4. März

### 400 m
| Platz | Athlet              | Land | Zeit (s) |
| ----- | ------------------- | ---- | -------- |
| 1     | Sergei Lowatschow   | URS  | 46,72    |
| 2     | Roberto Tozzi       | ITA  | 47,01    |
| 3     | Didier Dubois       | FRA  | 47,29    |
| 4     | Thomas Futterknecht | AUT  | 47,29    |

Finale am 4. März

### 800 m
| Platz | Athlet          | Land | Zeit (min) |
| ----- | --------------- | ---- | ---------- |
| 1     | Donato Sabia    | ITA  | 1:48,05    |
| 2     | André Lavie     | FRA  | 1:48,35    |
| 3     | Phil Norgate    | GBR  | 1:48,39    |
| 4     | Ikem Billy      | GBR  | 1:48,41    |
| 5     | Ronny Olsson    | SWE  | 1:48,75    |
| 6     | Piotr Piekarski | POL  | 1:51,98    |

Finale am 4. März

### 1500 m
| Platz | Athlet              | Land | Zeit (min) |
| ----- | ------------------- | ---- | ---------- |
| 1     | Peter Wirz          | SUI  | 3:41,35    |
| 2     | Riccardo Materazzi  | ITA  | 3:41,57    |
| 3     | Thomas Wessinghage  | FRG  | 3:41,75    |
| 4     | Antti Loikkanen     | FIN  | 3:42,42    |
| 5     | Grzegorz Basiak     | POL  | 3:42,71    |
| 6     | Robert Nemeth       | AUT  | 3:43,28    |
|       | Michel Wijnsberghe  | BEL  | DQ         |
|       | José Manuel Abascal | ESP  | DNS        |

Finale am 4. März

### 3000 m
| Platz | Athlet              | Land | Zeit (min) |
| ----- | ------------------- | ---- | ---------- |
| 1     | Lubomír Tesáček     | TCH  | 7:53,16    |
| 2     | Markus Ryffel       | SUI  | 7:53,61    |
| 3     | Karl Fleschen       | FRG  | 7:54,45    |
| 4     | Uwe Mönkemeyer      | FRG  | 7:55,78    |
| 5     | Czesław Mojżysz     | POL  | 7:56,20    |
| 6     | Patriz Ilg          | FRG  | 8:01,06    |
| 7     | Spyros Andriopoulos | GRE  | 8:04,98    |
| 8     | Rune Løchting       | NOR  | 8:09,57    |

Finale am 4. März

### 60 m Hürden
| Platz | Athlet             | Land | Zeit (s) |
| ----- | ------------------ | ---- | -------- |
| 1     | Romuald Giegiel    | POL  | 7,62     |
| 2     | György Bakos       | HUN  | 7,75     |
| 3     | Jiří Hudec         | TCH  | 7,77     |
| 4     | Javier Moracho     | ESP  | 7,78     |
| 5     | Daniele Fontecchio | ITA  | 7,81     |
| 6     | Wojciech Zawiła    | POL  | 7,88     |
| 7     | Jürgen Schoch      | FRG  | 8,02     |
| 8     | Reijo Byman        | FIN  | 8,03     |

Finale am 4. März

### Hochsprung
| Platz | Athlet              | Land | Höhe (m) |
| ----- | ------------------- | ---- | -------- |
| 1     | Dietmar Mögenburg   | FRG  | 2,33     |
| 2     | Carlo Thränhardt    | FRG  | 2,30     |
| 3     | Roland Dalhäuser    | SUI  | 2,30     |
| 4     | Waleri Sereda       | URS  | 2,27     |
| 5     | Hrvoje Fižuleto     | YUG  | 2,24     |
| 5     | Mirosław Włodarczyk | POL  | 2,24     |
| 7     | Patrik Sjöberg      | SWE  | 2,24     |
| 8     | Igor Paklin         | URS  | 2,20     |

Finale am 3. März

### Stabhochsprung
| Platz | Athlet           | Land | Höhe (m) |
| ----- | ---------------- | ---- | -------- |
| 1     | Thierry Vigneron | FRA  | 5,85     |
| 2     | Pierre Quinon    | FRA  | 5,75     |
| 3     | Alexandr Krupski | URS  | 5,60     |
| 4     | Gerhard Schmidt  | FRG  | 5,55     |
| 5     | Peter Volmer     | FRG  | 5,50     |
| 6     | Marian Kolasa    | POL  | 5,50     |
| 7     | Mariusz Klimczyk | POL  | 5,40     |
| 8     | Philippe Houvion | FRA  | 5,30     |
| 8     | Miro Zalar       | SWE  | 5,30     |
| 8     | Alberto Ruiz     | ESP  | 5,30     |

Finale am 4. März

### Weitsprung
| Platz | Athlet               | Land | Weite (m) |
| ----- | -------------------- | ---- | --------- |
| 1     | Jan Leitner          | TCH  | 7,96      |
| 2     | Mathias Koch         | GDR  | 7,91      |
| 3     | Robert Emmijan       | URS  | 7,89      |
| 4     | Marco Piochi         | ITA  | 7,85      |
| 5     | Giovanni Evangelisti | ITA  | 7,82      |
| 6     | Zdeněk Hanáček       | TCH  | 7,78      |
| 7     | Markus Kessler       | FRG  | 7,59      |
| 8     | Anders Hoffström     | SWE  | 7,56      |

Finale am 4. März

### Dreisprung
| Platz | Athlet            | Land | Weite (m) |
| ----- | ----------------- | ---- | --------- |
| 1     | Hryhorij Jemez    | URS  | 17,33     |
| 2     | Vlastimil Mařinec | TCH  | 17,16     |
| 3     | Béla Bakosi       | HUN  | 17,15     |
| 4     | Ján Čado          | TCH  | 16,93     |
| 5     | Christo Markow    | BUL  | 16,89     |
| 6     | John Herbert      | GBR  | 16,70     |
| 7     | Ralf Jaros        | FRG  | 16,48     |
| 8     | Dario Badinelli   | ITA  | 16,43     |

Finale am 3. März

### Kugelstoßen
| Platz | Athlet            | Land | Weite (m) |
| ----- | ----------------- | ---- | --------- |
| 1     | Jānis Bojārs      | URS  | 20,84     |
| 2     | Werner Günthör    | SUI  | 20,33     |
| 3     | Alessandro Andrei | ITA  | 20,32     |
| 4     | Remigius Machura  | TCH  | 20,11     |
| 5     | Josef Kubeš       | TCH  | 20,01     |
| 6     | Jovan Lazarević   | YUG  | 20,01     |
| 7     | Janusz Gassowski  | POL  | 19,99     |
| 8     | Helmut Krieger    | POL  | 19,76     |

Finale am 4. März

## Ergebnisse Frauen

### 60 m
| Platz | Athletin        | Land | Zeit (s) |
| ----- | --------------- | ---- | -------- |
| 1     | Beverly Kinch   | GBR  | 7,16     |
| 2     | Anelija Nunewa  | BUL  | 7,23     |
| 3     | Nelli Cooman    | NED  | 7,23     |
| 4     | Jayne Christian | GBR  | 7,30     |
| 5     | Eva Murková     | TCH  | 7,35     |
| 6     | Edith Oker      | FRG  | 7,42     |
| 7     | Lena Möller     | SWE  | 7,42     |
|       | Els Vader       | NED  | DNF      |

Finale am 4. März

### 200 m
| Platz | Athletin               | Land | Zeit (s) |
| ----- | ---------------------- | ---- | -------- |
| 1     | Jarmila Kratochvílová  | TCH  | 23,02    |
| 2     | Marie-Christine Cazier | FRA  | 23,68    |
| 3     | Olga Antonowa          | URS  | 23,80    |
|       | Els Vader              | NED  | DNS      |

Finale am 4. März

### 400 m
| Platz | Athletin          | Land | Zeit (s) |
| ----- | ----------------- | ---- | -------- |
| 1     | Taťána Kocembová  | TCH  | 49,97    |
| 2     | Erica Rossi       | ITA  | 52,37    |
| 3     | Rossiza Stamenowa | BUL  | 52,41    |
| 4     | Regine Berg       | BEL  | 53,41    |

Finale am 4. März

### 800 m
| Platz | Athletin             | Land | Zeit (min) |
| ----- | -------------------- | ---- | ---------- |
| 1     | Milena Matějkovičová | TCH  | 1:59,52    |
| 2     | Doina Melinte        | ROU  | 1:59,81    |
| 3     | Cristieana Cojocaru  | ROU  | 2:01,24    |
| 4     | Jill McCabe          | SWE  | 2:02,88    |
| 5     | Petra Kleinbrahm     | FRG  | 2:03,46    |
| 6     | Zuzana Moravčíková   | TCH  | 2:03,72    |

Finale am 4. März

### 1500 m
| Platz | Athletin          | Land | Zeit (min) |
| ----- | ----------------- | ---- | ---------- |
| 1     | Fița Lovin        | ROU  | 4:10,03    |
| 2     | Elly van Hulst    | NED  | 4:11,09    |
| 3     | Sandra Gasser     | SUI  | 4:11,70    |
| 4     | Wanja Gospodinowa | BUL  | 4:11,79    |
| 5     | Gloria Pallé      | ESP  | 4:15,88    |
| 6     | Roswitha Gerdes   | FRG  | 4:16,34    |
| 7     | Maria Radu        | ROU  | 4:20,84    |
| 8     | Gabriella Dorio   | ITA  | 4:23,76    |

Finale am 4. März

### 3000 m
| Platz | Athletin            | Land | Zeit (min) |
| ----- | ------------------- | ---- | ---------- |
| 1     | Brigitte Kraus      | FRG  | 9:12,07    |
| 2     | Tetjana Posdnjakowa | URS  | 9:15,04    |
| 3     | Ivana Kleinová      | TCH  | 9:15,71    |
| 4     | Monika Schäfer      | FRG  | 9:16,61    |
| 5     | Agnese Possamai     | ITA  | 9:17,90    |
| 6     | Birgitta Wåhlin     | SWE  | 9:26,80    |

Finale am 3. März

### 60 m Hürden
| Platz | Athletin         | Land | Zeit (s) |
| ----- | ---------------- | ---- | -------- |
| 1     | Lucyna Kałek     | POL  | 7,96     |
| 2     | Vera Akimova     | URS  | 7,99     |
| 3     | Jordanka Donkowa | BUL  | 8,09     |
| 4     | Edith Oker       | FRG  | 8,14     |
| 5     | Ulrike Denk      | FRG  | 8,14     |
| 6     | Marjan Olyslager | NED  | 8,21     |
| 7     | Jitka Tesárková  | TCH  | 8,39     |
| 8     | Anne Piquereau   | FRA  | 8,76     |

Finale am 3. März

### Hochsprung
| Platz | Athletin           | Land | Höhe (m) |
| ----- | ------------------ | ---- | -------- |
| 1     | Ulrike Meyfarth    | FRG  | 1,95     |
| 2     | Maryse Éwanjé-Épée | FRA  | 1,95     |
| 3     | Danuta Bułkowska   | POL  | 1,95     |
| 4     | Christine Soetewey | BEL  | 1,92     |
| 5     | Tamara Malešev     | YUG  | 1,92     |
| 6     | Brigitte Holzapfel | FRG  | 1,92     |
| 7     | Jolanta Komsa      | POL  | 1,92     |
| 8     | Marina Doronina    | URS  | 1,85     |

Finale am 4. März

### Weitsprung
| Platz | Athletin           | Land | Weite (m) |
| ----- | ------------------ | ---- | --------- |
| 1     | Susan Hearnshaw    | GBR  | 6,70      |
| 2     | Eva Murková        | TCH  | 6,55      |
| 3     | Stefania Lazzaroni | ITA  | 6,08      |
| 4     | Pia Sandberg       | SWE  | 5,93      |
| 5     | Siv Christensen    | NOR  | 5,68      |

Finale am 3. März

### Kugelstoßen
| Platz | Athletin           | Land | Weite (m) |
| ----- | ------------------ | ---- | --------- |
| 1     | Helena Fibingerová | TCH  | 20,34     |
| 2     | Claudia Losch      | FRG  | 20,23     |
| 3     | Heidi Krieger      | GDR  | 20,18     |
| 4     | Nunu Abaschydse    | URS  | 20,03     |
| 5     | Mihaela Loghin     | ROU  | 19,76     |
| 6     | Heike Dittrich     | GDR  | 19,50     |
| 7     | Birgit Petsch      | FRG  | 17,41     |
| 8     | Simone Créantor    | FRA  | 16,29     |

Finale am 3. März